# Trote estudantil

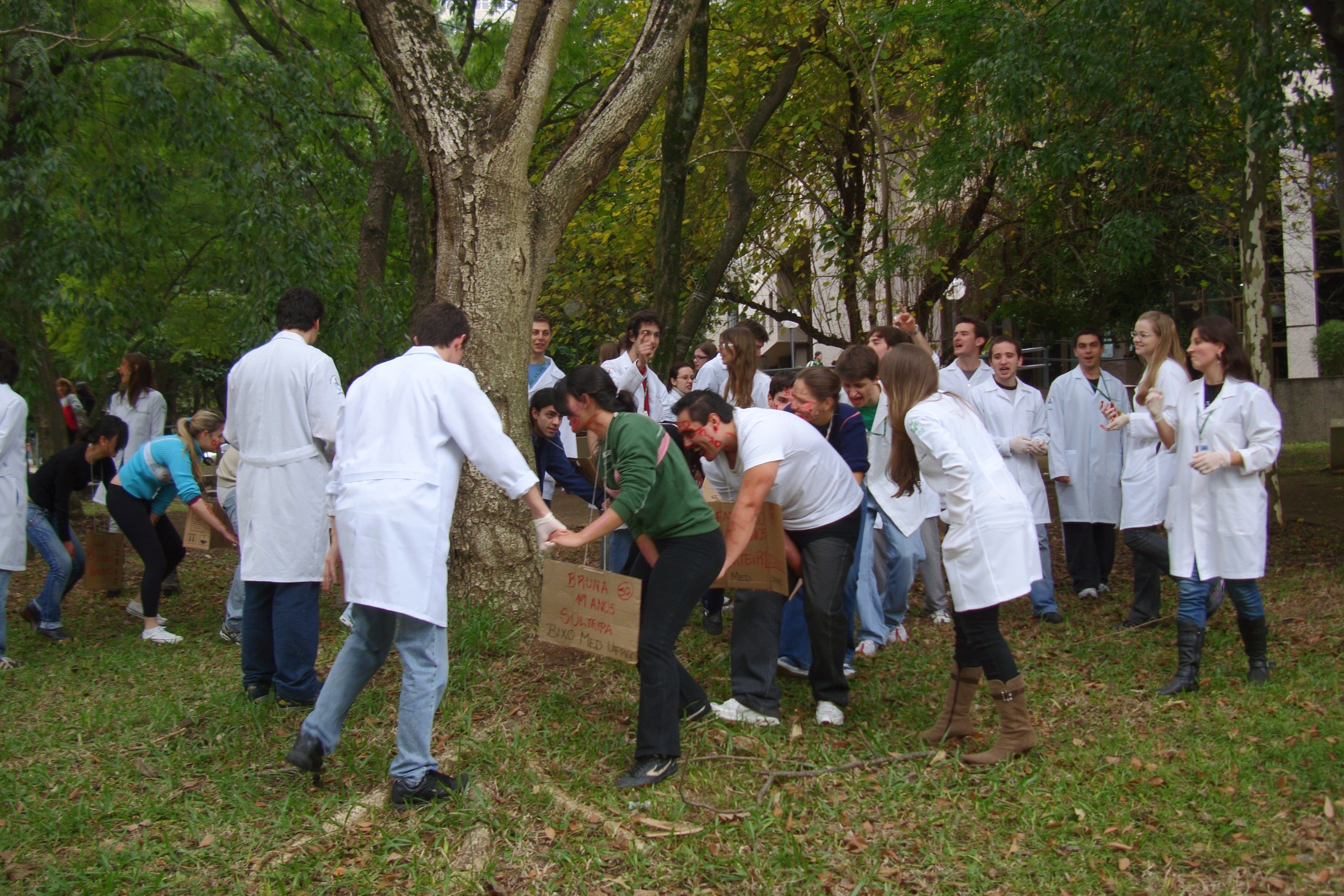
Trote nos bixos da Faculdade de Medicina da Universidade Federal do Rio Grande do Sul aplicado em 2009

O trote estudantil (português brasileiro) ou praxe académica (português europeu) consiste num conjunto de atividades estudantes em instituições de ensino, ou de pessoas em algumas organizações. Em Portugal, particularmente, o termo Praxe refere-se não apenas às atividades de ingresso, mas também ao conjunto de regras e regulamentos que regem as relações hierárquicas e sociais da comunidade estudantil. A praxe é, pois, o conjunto de determinações respeitantes ao protocolo e etiqueta que orientam o modus procedendi e o modus operandi do estudante, no exercício da sua cidadania académica e vivência das várias manifestações da Tradição. 
No Brasil, costuma ocorrer nos dias da denominada calourada, que acontecem no início de um semestre ou ano letivo, em escolas e faculdades. É aplicado pelos estudantes mais antigos, chamados de veteranos, nos recém-chegados, conhecidos como calouros ou "bixos". O trote também costuma acontecer na escola depois da calourada, principalmente nos calouros que não compareceram a ela. Algumas instituições, visando a acabar com a tradição do trote estudantil, promovem uma variação mais saudável desse, o chamado trote solidário, um modo mais útil e menos agressivo de recepção a novos alunos. 
São frequentes também, mesmo depois da época de calourada, trotes fora da instituição de ensino, principalmente em casas de república, lugar onde dormem juntos os alunos que vieram de outras cidades, uma vez que, nestes locais, a instituição não tem controle sobre os estudantes e não pode emitir ocorrências ou realizar punições.

## Etimologia
A palavra "trote" possui correspondentes em vários idiomas, como trote (espanhol), trotto (italiano), trot (francês), trot (inglês) e trotten (alemão). Em todos estes idiomas, e também em português, o termo se refere a uma certa forma de se movimentar dos cavalos, uma andadura que se situa entre o passo (mais lento) e o galope (mais rápido). Todavia, deve ser lembrado que o trote não é uma andadura normal e habitual do cavalo, mas algo que deve ser ensinado a ele (muitas vezes à base de chicotadas e esporadas). Da mesma forma, o calouro é encarado pelo veterano como algo (mais que um animal, mas menos que um ser humano) que deve ser domesticado pelo emprego de práticas humilhantes e vexatórias; em suma, o calouro deve "aprender a trotar".
Da mesma forma, denominar o calouro de bixo (ou bixete, se for mulher), parece querer indicar "que o calouro deve ser humilhado a ponto de nem mesmo merecer que a palavra bicho seja escrita corretamente."
A palavra "praxe", por sua vez, advém do sentido de costume, rotina, etiqueta ou pragmática que a palavra expressa tradicionalmente, derivando do grego πρᾱξις.

## Origens
As origens do trote estudantil podem ser encontradas nas primeiras universidades, na Europa da Idade Média. Nestas instituições, surgiu o hábito de separar veteranos e calouros, aos quais não era permitido assistirem as aulas no interior das respectivas salas, mas apenas em seus vestíbulos (de onde veio o termo "vestibulando" para designar estes novatos). Por razões profiláticas, os calouros tinham as cabeças raspadas e suas roupas, muitas vezes, eram queimadas.
Todavia, já no século XIV, as preocupações com a higiene haviam se transformado em rituais aviltantes, com nítida conotação sadomasoquista. Isto é observado nas universidades de Bolonha, Paris e, principalmente, Heidelberg, onde os calouros, reclassificados como "feras" pelos veteranos, tinham pelos e cabelos arrancados, e eram obrigados a beber urina e a comer excrementos antes de serem declarados "domesticados".
Em Portugal, os trotes violentos (como o notório "Canelão") podem ser rastreados a partir do século XVIII na Universidade de Coimbra. Não por coincidência, estudantes da elite brasileira que, por lá, realizaram parte de seu processo educativo trouxeram a "novidade" para o território nacional. Em decorrência disso, surgiram desavenças entre veteranos e calouros que culminaram com a morte, em 1831, de um estudante da faculdade de Direito de Olinda, em Pernambuco – seria a primeira, mas, lamentavelmente, não a última vítima de um trote violento no Brasil.

## Como rito de passagem
Segundo Arnold Van Gennep, criador do conceito, os ritos de passagem podem ser classificados em três grupos principais:
- Separação (funerais etc.)
- Agregação (casamento etc.)
- Margem (iniciação etc.)

Conforme indica, "as fronteiras entre tais ritos não são estanques, e sim dinâmicas; um comumente implica um outro". Portanto, do ponto de vista da antropologia cultural, o trote se classifica como um "rito de passagem de margem", permitindo que, dele, sejam extraídas quatro conclusões preliminaresː
1. O trote é um cerimonial que está entranhado no seio da cultura acadêmica;
2. O caráter iniciático do trote é confirmado por todos os seus participantes;
3. O trote representa um ritual de violência e agressão contra o calouro;
4. O trote é um rito de passagem às avessas, representando uma prática oposta aos valores humanistas da universidade.

## Abuso
É considerado abuso quando o trote ou praxe se torna um processo psicossocial de integração sadomasoquista caracterizado frequentemente por assédio ritualístico, abuso ou humilhação com a exigência da realização de tarefas sem sentido; algumas vezes, é visto como uma forma de iniciação num grupo social. O termo pode se referir tanto a práticas físicas quanto mentais e é amplamente disseminado por todo o mundo, sob os nomes de hazing (Estados Unidos), ragging ou fagging (Commonwealth), bizutage em francês, fala em polonês, dedovshchina em russo e ontgroening em holandês.
Com frequência, a maioria ou toda a provação (ou, pelo menos a parte mais séria), se concentra numa sessão orgiástica ou pode se prolongar por um período que varia de uma semana a vários meses, dependendo das tradições mantidas por uma determinada instituição quanto ao tratamento dos "calouros" ou "novatos".

### Extensão
O trote tem sido relatado numa variedade de contextos sociais, incluindo: 
- Fraternidades e irmandades académicas;
- Faculdades e Universidades em geral;
- Grupos de associados, como fã-clubes e bandas escolares;
- Sociedades secretas e mesmo alguns clubes de serviços;
- Equipes ou clubes de outros desportos competitivos (e mesmo em áreas "leves" ou não-competitivas, como artes plásticas);
- As forças armadas: nos Estados Unidos, práticas de trote utilizadas em campos de prisioneiros da I Guerra Mundial foram introduzidas nas faculdades. O mesmo ocorreu com o exército polonês, que incorporou práticas pré-I Guerra Mundial de exércitos estrangeiros, os abusos praticados contra recrutas são frequentes;
- Forças policiais (frequentemente com tradição paramilitar);
- Serviços de resgate, tais como salva-vidas (militares de carreira ou adestrados em estilo militar);
- Em locais de trabalho;
- Abuso de prisioneiros é também bastante comum em locais de detenção ao redor do mundo, incluindo relatos frequentes de espancamentos e estupros por parte de colegas de cela;
- Várias formas de "diplomar" um novato no seu "batismo de fogo" em algum esporte ou outra disciplina, como, por exemplo, o primeiro voo solo de um piloto.

É uma questão subjetiva onde colocar a linha entre o trote "normal" (algo abusivo) e um mero rito de passagem (que cria um vínculo; proponentes podem argumentar que eles são coincidentes), e há uma área cinzenta sobre onde exatamente o outro lado passa a ser completamente degradante, mesmo se abusos perigosos tenham não só sido tolerados como aceitos voluntariamente (acidentes sérios, mas evitáveis, ainda acontecem; mesmo abusos deliberados com graves consequências médicas ainda ocorrem com frequência em algumas tradições). Ademais, como este é um ritual de iniciação, um contexto social diferente pode significar que o tratamento aplicado a um grupo de pessoas pode ser distinto do de outro (por exemplo, a cerimônia de cruzamento da linha do Equador num navio é encarada como uma brincadeira pelos passageiros, mas é humilhante quando imposta aos marinheiros).

### No Brasil
- Em 1980, Carlos Alberto de Souza, de 20 anos, calouro do curso de jornalismo da Universidade de Mogi das Cruzes (SP), morreu de traumatismo cranioencefálico resultante das agressões praticadas por estudantes veteranos.[8]
- Em 1990, George Mattos, de 23 anos, calouro do curso de direito da Fundação de Ensino Superior de Rio Verde, em Goiás, morreu de uma parada cardíaca quando tentava fugir de veteranos que iam lhe aplicar um trote.[9]
- Em 22 de fevereiro de 1999, o estudante Edison Tsung Chi Hsueh tornou-se conhecido quando foi vítima de um trote com consequências fatais. Esse calouro de família taiwanesa, aprovado na Faculdade de Medicina da Universidade de São Paulo, faleceu nesta data, afogado em uma piscina.[10]
- Em 10 de fevereiro de 2009, o calouro Bruno César Ferreira, de 21 anos, ia começar o curso de veterinária da Faculdade Anhanguera, em Leme, no interior de São Paulo. Além de ser obrigado a ingerir bebidas e ter entrado em coma alcoólico, o calouro também teve de rolar em uma lona com animais mortos e fezes em decomposição. "Eles esfregaram na gente. Fizeram a gente rolar numa lona com aquilo e ingerir pinga", conta ele.[11]
- Em 2009, o aluno Vitor Vicente de Macedo Silva, 22 anos, do Departamento de Física da Universidade Federal Rural do Rio de Janeiro, morreu afogado numa piscina de saltos ornamentais (9 metros de profundidade). Segundo se suspeita, ele teria sido forçado a entrar na piscina mesmo sem saber nadar, isso porque Vítor tinha sido admitido no alojamento estudantil há pouco tempo.
- Em 2010, estudantes da Unicastelo, em Fernandópolis, foram obrigados a fumar, tirar as roupas íntimas, pedir dinheiro em semáforos e até beber álcool combustível.[12][13] No mesmo período, na Escola Superior de Propaganda e Marketing, também em São Paulo, um estudante foi agredido, e teve ossos do nariz e do rosto quebrados.[14]
- Em 2014, Luiz Fernando, aprovado na Faculdade de Medicina de São José do Rio Preto, foi brutalmente humilhado e agredido em um trote violento, durante uma festa de calourada. Ele, junto com outros novatos, foram agredidos fisicamente, molhados com cerveja e obrigados a ficarem completamente nus em público, os veteranos também urinaram nele. Luiz Fernando passou mal e foi ameaçado de morte por se recusar a participar de novos trotes, ele denunciou o ocorrido na polícia, o caso teve cobertura da mídia.
- Em 2022, um estudante da Universidade Federal de Ouro Preto, ficou em coma após ter sido obrigado a ingerir óleo, cachaça, molho de pimenta e molho shoyu e ter seu rosto atingido por pó de café. Além disso, havia suspeitas de que ele teria sofrido estupro após ser encontrado indícios de lubrificante em seu ânus. O então calouro na época havia se instalado na República Sinagoga e o trote era um dos ritos de entrada no local.[15]

### Em Portugal
Em 2012 voltaram a surgir testemunhos acerca da violência física e psicológica associada à «praxe».
O jornal O Público relata o que viu numa praxe no Instituto Politécnico de Beja em 2012:
«Na mata municipal perto da ESTIG, um jovem foi obrigado a fazer flexões com as pontas dos pés e as mãos apoiadas em tijolos rodeado de veteranos e veteranas que o visavam com impropérios ofensivos. Quando terminou o "exercício", estava completamente exausto e alagado em suor e com dificuldade em aguentar-se de pé.»
Um ex-aluno de uma escola do Instituto Politécnico de Beja, enviou a um órgão de comunicação social um depoimento sobre a sua experiência:
«Nesse dia assisti a algumas cenas menos felizes por parte dos praxantes, desde obrigarem caloiros a partilhar cebolas como refeição, caloiros pintados com marcadores Raidex, que são utilizados em gado, constante abuso quer físico quer psicológico. Cheguei mesmo a assistir a raparigas a serem passeadas pelos praxantes com uma trela e de gatas em terreno hostil. Os caloiros neste Politécnico são sujeitos a uma pressão esmagadora por parte dos alunos mais antigos.»
Em 2012, docentes da Universidade de Coimbra solicitaram aos órgãos da Universidade a interdição de formas de praxe consideradas indignas. Em causa a agressão a duas estudantes durante a madrugada no âmbito de uma denominada «atividade de praxe».
Em dezembro de 2013, seis estudantes da Universidade Lusófona de Humanidades e Tecnologias morreram na praia do Meco, alegadamente durante a prática de um ritual de praxe dos membros da comissão de praxe da Universidade. Foi, aberto um processo judicial tendo em vista apurar o que ocorreu nessa noite, que mais tarde concluiu que o acidente não ocorrera devido a rituais de praxe.
Em 23 de abril de 2014 faleceram três estudantes da Universidade do Minho durante um intitulado «momento de praxe». Testemunhos de habitantes revelam que o muro que desabou e provocou este acidente, mostrava sinais de erosão e estava em perigo de queda há alguns anos.

## Contrapartidas pelos veteranos
Ao calouro que se recusar a participar das atividades, são endereçadas várias represálias: agressões, bullying e ser - em casos extremos dentro de certas escolas - considerado bixo eterno, na terminologia própria brasileira. O bixo eterno é assim chamado porque jamais alcançará o status de veterano, por não ter aceitado se submeter à vontade dos veteranos. Portanto, se ele aparecer no primeiro dia de aula, mesmo já não sendo mais novato, será tratado como calouro.
Existem, ainda, casos de represália por parte dos calouros, que, algumas vezes, reagem violentamente ou ameaçam os veteranos que tentam subjugá-los. Alguns calouros, por exemplo, no primeiro dia de aula, apresentam-se em suas faculdades com roupas nas quais se encontram símbolos que poderiam impor respeito e/ou medo aos veteranos (símbolos de artes marciais, forças armadas ou policiais, gangues etc.), de forma a convencer que aplicar o trote nele não é uma boa ideia. Obviamente, o calouro pode ter pertencido ou pertencer a um desses grupos, mas ele pode estar mentindo, o que, uma vez descoberta a mentira, pode piorar sua situação com os veteranos.
Um exemplo paradigmático desta coação psicológica encontra-se no denominado «Manual Bocageano: Código de Praxe da Escola Superior de Tecnologia de Setúbal do Instituto Politécnico de Setúbal» onde se ameaça o estudante que não adira à praxe (desde logo denominado «antipraxe»), de não poder usar o traje académico ou de não poder participar em jantares de curso: 
«Sendo um direito do estudante recusar a praxe, declarando-se “antipraxe” (Caindo no incumprimento da Praxe), ao mesmo é-lhe vetado o acesso a tudo o que é descrito neste manual, tal como: O uso de Traje Académico, Cerimonias Académicas (Semana do Camelo, Baptismo, Tribunal de Praxe, Jantares de Curso) bem todos os eventos de similar importância Académica.»

### Fim dostatusde calouro
Em algumas escolas brasileiras em que cada etapa tem um ano de duração, a data a partir da qual o calouro deixa de ser considerado como tal costuma ser 13 de maio, referência à data na qual a Lei Áurea aboliu a escravidão, em 1888. Geralmente, são feitas festas para comemorar a libertação dos bixos, às vezes com mais trotes.
O comum é o estudante deixar de ser calouro depois de ter passado de sua primeira etapa (série, módulo, ano ou semestre). Quase sempre, se o aluno repete a primeira etapa, ele continua sendo calouro.
Para os alunos que entram de transferência (que costumam entrar depois da primeira etapa, por já tê-la feito em outra instituição), o status é ambíguo.

## Prevenção
Os calouros, sabendo que serão vítimas do trote, tomam atitudes de forma a evitá-lo. Alguns, por exemplo, começam a estudar depois de algumas semanas, ainda que isto lhes prejudique os estudos.
Parte das instituições de ensino baniu o trote ou o substituiu pelo "trote solidário" (também chamado de trote cidadão em algumas partes do Brasil), no qual o calouro planta árvores ou faz trabalho comunitário, conhecendo a forma de vida de alguma comunidade carente na cidade onde está a instituição. Também é comum algumas escolas formarem "salva-calouros", veteranos fiscais que se voluntariam para controlar o nível dos trotes.
Ainda assim, a melhor forma de evitar o trote é não submeter-se a ele. Se o calouro perceber que o nível do trote está ameaçando sua saúde física e/ou mental, ele deve imediatamente, a qualquer custo, retirar-se das atividades de trote e, se assim for de acordo com sua vontade, reportar a um responsável a ocorrência de tal atividade, uma vez que, hoje, na maioria das instituições de ensino superior no Brasil, existem departamentos para coibir atividades de trote que estejam prejudicando os calouros.
A Universidade de São Paulo (USP) tem, por sua vez, um serviço de atendimento ao calouro no qual este pode reportar um trote violento e/ou abusivo, o chamado Disque-Trote.
Em 6 de agosto de 2024, o governador do estado brasileiro de São Paulo, Tarcísio de Freitas, sancionou o projeto de lei que proíbe trotes violentos em instituições de educação técnica e superior do estado. A proposta, de autoria da deputada Thainara Faria do Partido dos Trabalhadores, foi aprovada pela Assembleia Legislativa no início de julho daquele ano. O motivo da aprovação foi o caso do trote estudantil na Universidade Santo Amaro (Unisa) que causou os vídeos de um grupo de alunos de medicina nus e tocando nas partes íntimas durante um evento esportivo universitário realizado em São Carlos, no interior do estado, em setembro de 2023, que viralizaram nas redes sociais.

## Praxe, lei e tradição em Portugal
Desde a edição do 1.º código de Praxe de Coimbra (1957), há uma confusão entre Praxe e Tradição, definindo-se praxe como conjunto de usos e costumes, quando, na verdade, é, isso sim, o regulamento que rege esse conjunto de usos e costumes.
É importante perceber-se que existem duas dimensões a observar no que respeita à cultura académica, de modo a perceber-se da noção correcta de praxe:
1. as tradições académicas que englobam, por exemplo, não apenas a queima, mas as tunas, os grupos de fado etc.
2. a praxe, como conjunto de normas que regram e definem o seguinte:

- as relações sociais entre os estudantes (direitos, deveres, proibições...), ais quais têm por base uma hierarquia (englobando, aqui, por exemplo, a definição e funcionamento dos organismos praxísticos);
- a etiqueta académica, na qual englobamos, por exemplo, o uso do traje e o seu porte adequado a cada ocasião, assim como as fórmulas de tratamento ou a nomenclatura adequada e própria – terminologia/gíria praxística;
- o protocolo, que define os espaços, modo e tempo dos actos académicos e como os mesmos se processam, como será o caso de uma imposição de insígnias, o modo de estar numa serenata, definição da hierarquia de faculdades para um desfile/cortejo, o modus operandi de um baptismo, de uma oração de sapiência.

Assim, a Praxe será entendida como a Lei Académica que define aquilo que, na Tradição, é objecto de regulamentação e que está sob a sua jurisdição (significa isso que nem tudo na Tradição Académica é -da- Praxe).
Diz António Nunes que "Praxe pode definir-se em sentido restrito como o conjunto de normas criadas e vivenciadas pelos estudantes que regulam as relações entre os novatos/caloiros e os alunos dos anos mais avançados (doutores) e ainda as relações entre os estudantes, lentes e futricas. Neste sentido, a Praxe é sinónimo de estilos ou leis que instituem as diversas hierarquias internas, os rituais de iniciação e de passagem, como usar o Trajo Académico, os objectos e espaços interditos, e também o regime de sanções disciplinares e de emancipações".

### Legislação relativa
O Regime Jurídico das Instituições de Ensino Superior (Lei n.º 62/2007, de 10 de setembro) estabelece, na alínea b) do n.º 4 do seu artigo 75.º, que constitui infracção disciplinar dos estudantes «a prática de actos de violência ou coacção física ou psicológica sobre outros estudantes, designadamente no quadro da praxe académica».
Compete aos reitores das universidades e presidentes dos institutos politécnicos o exercício do poder disciplinar, podendo as penas a aplicar aos estudantes ir até à interdição da frequência da instituição de ensino superior por cinco anos. Mesmo assim, a prática da praxe tem-se mantido ao longo dos últimos anos, tanto dentro das instalações de ensino público e suas imediações, como à volta das próprias reitorias, e etc.

### Codificações da praxe
- Palito Métrico (1746) e Correlativa Macarronea Latino-Portugueza (1765) de Antonio Duarte Ferrão, (pseudónimo do padre João da Silva Rebello) - Das 16 composições dedicadas à vida académica, que surgem na edição de 1942 (contendo exclusivamente textos do séc. XVIII), são 10 aquelas que, no próprio título, de referem a caloiros ou novatos.
- Leis extravagantes da Academia de Coimbra (1916), ou Codigo das muitas partidas, de Barbosa de Carvalho - Escrito em tom de paródia (e jogando com os conhecimentos em direito civil e criminal), o livro diz respeito à definição do caloiro e aos direitos de exploração do mesmo (lato sensu) por parte do Veterano.
- A Praxe Académicas de Coimbra (1925), de Dinis de Carvalho, Pereira da Mota e Sousa Ribeiro - Não é propriamente um código, ainda que parte da obra se organize em parágrafos e alíneas numerados, a maioria focados na relação entre doutores e caloiros (hierarquia, obrigações … – com os caloiros a só terem deveres).
- Código da Praxe de Coimbra (1957), de Mário S. de Andrade e Vítor D. Barros - Extensa regulamentação (279 artigos), ainda que envolvendo a totalidade da vida académica, se organiza fundamentalmente em torno da relação caloiro-doutor.

### Foro académico
Apesar de já existir como costume tacitamente aceite, embora impreciso, o foro académico, cível e criminal, tornou-se lei categórica pela carta régia de 4 de Maio de 1408, outorgada por El Rei D. João I.
A grosso modo, e para além dos deveres e regulamentos, estabelecia que sempre que necessitados, a população era obrigada a dar-lhes guarida, comida e esmola (uma tradição porventura herdada de Espanha, de que sobressai a figura do « sopista »;tinham isenções fiscais /tolerâncias diversas; não respondiam perante os tribunais civis, exceptuando crimes de sangue cujo exemplo mais conhecido é o da personagem Simão Botelho, no clássico “Amor de Perdição” de Camilo Castelo Branco.
Ao abrigo do foro académico, cuja justiça era bem mais branda que a civil, muitos crimes e excessos eram cometidos e o que mais revoltava a população era o facto dos estudantes, muitas vezes a coberto das suas capas (embuçados), cometerem diversos crimes, desde o roubo a diversos ajustes de conta por honra (insultos, espancamentos, assassinatos, raptos eram comuns), quer entre estudantes, quer com lentes ou com a população em geral. Durante anos, a população e os estudantes estão de costas viradas ou armas apontadas uns aos outros.
O juízo privativo da UC é extinto por força do art.º 145.º, alínea 16, da Carta Constitucional de 1826, sendo tal abolição reforçada pelo art.º 38.º do decreto de 16 de Maio de 1832 e pela portaria de 23 de Maio de 1834 (ano em que, em Espanha, também o foro é abolido e o traje estudantil proibido).
Só as forças armadas continuaram a possuir juízo privativo, castigos físicos, código de justiça e corpo  de magistrados próprio. Com a extinção do Foro Académico (também designado pro Juízo da Conservatória da UC), os delitos extra-disciplinares passam a correr nos tribunais civis (Juízo Criminal da Comarca de Coimbra).
Mas porque se verificou a necessidade, urgente, de dotar a UC de meios e poderes mais amplos, e autónomos, de acção disciplinar, foi publicado no Diário do Governo de 25 de Novembro de 1839, o "Regulamento da Polícia Académico", chancelado pelas assinaturas de D. Maria II e Júlio Gomes da Silva Sanches.
Nascia, assim, a Polícia Académica.
Conhecido por "Decreto Sanches", tratava-se, afinal, do verdadeiro Regulamento Disciplinar da UC. Foi a este regulamento que se continuou a chamar de "Foro Académico", um erro que duraria por mais 71 anos. Este regulamento possuía poderes mais amplos que os comuns regulamentos disciplinares em vigor nos liceus, seminários ou colégios particulares, servindo de instrumento de enquadramento disciplinar e social. Este regulamento dotava a UC, das seguintes prerrogativas (que a Polícia Académica se encarregava de executar):
- Vigilância e manutenção da ordem em todos os espaços do Paço das Escolas Gerais e suas dependências;
- Inspecção dos uniformes docentes e discentes e dos oficiais administrativos;
- Policiamento nocturno das ruas, casas d ejogo clandestino, prostíbulos e tascas;
- Instauração de processos disciplinares por desrespeito, agressão, roubo e homicídio;
- Aplicação de penas através de acórdãos ratificados pelo Conselho de Decanos.

As penas que os estudantes mais detestavam (odiavam, mesmo) era a o encarrecramento na prisão académica ou a expulsão, temporária ou definitiva, da UC.
É difícil precisar quando surgiu pela primeira vez a contestação à praxe. Teófilo Braga, que viria a ser Presidente da República, relatou como no seu tempo os estudantes faltavam às aulas para fugir à praxe. Segundo ele, "Enquanto o estudante vivia em Coimbra, envolvido ou exposto às sangrentas investidas, tinha de andar "armado até aos dentes". Entretanto a praxe modificou-se e adaptou-se aos novos tempos, fazendo com que a praxe seja uma opção. Em 1902, um grupo de antipraxistas liderados por José de Arruela conseguiu acabar com o canelão, prática que consistia em agredir os novos alunos à canelada (daí o nome) ao passarem na Porta Férrea, único acesso ao complexo universitário.

#### Década de 1990
Na década de 1990 surgem movimentos organizados de combate à praxe, o Movimento Anti "Tradição Académica" (MATA) e o Antípodas. Em Coimbra e Aveiro surgem as BAP - Brigadas AntiPraxe e há novos Manifestos. Estes movimentos juntam estudantes na contestação a estas práticas e têm criado um clima de debate em torno da praxe, que até aí era assunto tabu.
O objectivo do grupo Antípodas é a realização de "uma recepção não hierárquica, baseada em relações de camaradagem de igual para igual e que encoraje a criatividade e o espírito crítico". Para o MATA, a "luta contra a praxe não é para nós um fim, por si só. Se nos indignamos com ela e com os trajes negros em que roçamos ao passar nos corredores da faculdade e na rua, é porque a chamada 'tradição académica' não sabe ser senão um veículo dos valores mais conservadores, sexistas, autoritários e passadistas que pode haver. Em vez disso, gostávamos de encontrar nas faculdades mais espaços de discussão sobre o que aí se passa e o que se passa no mundo, sobre aquilo que interessa às pessoas que nelas vivem várias horas dos seus dias. Em vez de organizar praxe, preferimos organizar actividades em que todos se sintam iguais com as suas diferenças e onde possamos criar objectos que reforcem o nosso desejo de mudar as nossas formas de estudar, de nos divertir e de viver".

#### O filmeRasgançoe o documentário "Academia de Submissos"
Em 2000 estreou o filme Rasganço, de Raquel Freire. Apesar de não conter uma mensagem antipraxe, o filme é por vezes crítico em relação ao fechamento da Universidade de Coimbra. O Conselho de Veteranos da Universidade de Coimbra emitiu um comunicado contra a película. 
Mais recentemente, o filme-documental "Academia de Submissos", do realizador Hugo de Almeida, relata de forma crítica, ao longo de 9 vídeos, algumas situações da praxe académica.

#### O manifesto antipraxe de 2003
Em 2003, o MATA, o Antípodas e a República Marias do Loureiro, de Coimbra, juntaram-se para elaborar um manifesto antipraxe. O manifesto foi assinado por dezenas de personalidades, tais como Eduardo Prado Coelho, Baptista Bastos, Pedro Abrunhosa, Pacman, Rosa Mota, Vitorino, José Luís Peixoto, Manuel Cruz, Miguel Guedes e Sérgio Godinho.

#### As cartas do Ministro da Ciência, Tecnologia e Ensino Superior
No início do ano letivo de 2008 o Ministro da Ciência, Tecnologia e Ensino Superior, Mariano Gago, enviou uma carta a todas as universidades e institutos politécnicos onde afirma que "a degradação física e psicológica dos mais novos como rito de iniciação é uma afronta aos valores da própria educação e à razão de ser das instituições de ensino superior e deve pois ser eficazmente combatida por todos, estudantes, professores e, muito especialmente, pelos próprios responsáveis das instituições" e sublinha que "a extraordinária gravidade de algumas das ocorrências verificadas, de que resultou, nalguns casos, a própria incapacidade permanente de jovens estudantes, impõe hoje uma nova atitude de responsabilidade colectiva nesta matéria e não permite qualquer complacência com actos que — podendo e devendo ser prevenidos — revelam no espaço do ensino superior português insuportáveis violações do Estado de Direito."
No início do ano letivo de 2009 o Ministro, escrevendo de novo às instituições de ensino superior, considera que a praxe "embora afirmando uma intenção de integração dos novos alunos, mais não são que práticas de humilhação e de agressão física e psicológica de índole manifestamente fascista e boçal, indignas de uma sociedade civilizada e inconcebíveis em instituições de educação" e afirma que "a degradação física e psicológica dos mais novos como rito de iniciação é uma afronta aos valores da própria educação e à razão de ser das instituições de ensino superior e deve ser eficazmente combatida por todos: estudantes, professores e, muito especialmente, pelos próprios responsáveis das instituições", referindo ainda que, em relação às associações de estudantes "que num passado ainda bem recente, e em condições difíceis, pugnaram pelos valores da liberdade e da dignidade humana, espera-se um contributo activo, não só não acolhendo nem apoiando acções que, a coberto de pseudo intenções de integração dos jovens estudantes põem objectivamente em causa aqueles valores, como promovendo iniciativas no sentido de uma verdadeira integração na comunidade académica".

#### Os julgamentos dos praxistas
A comunicação social tem denunciado vários casos de violência no âmbito das praxe académica, onde, entre outros, se contam o de uma estudante de Santarém que foi coberta com excrementos depois de se ter declarado antipraxe, ou o do estudante da escola superior agrária de Coimbra que ficou com danos físicos graves irreversíveis. A estudante de Santarém recorreu aos tribunais e os praxistas foram punidos com o pagamento de uma multa, naquele que foi o primeiro julgamento relacionado com a praxe.
Um dos casos mais violentos teve lugar em 2001, quando Diogo Macedo, aluno de Arquitetura, da Universidade Lusíada, que era alvo frequente de alguma praxe, decidiu abandonar a tuna, e a praxe de despedida levou-o a ingressar no Hospital de Famalicão, onde faleceu 7 dias depois. O relatório da autópsia revelou que a causa da morte foi a "fractura da primeira vértebra cervical, arco posterior, com hematoma extenso no cerebelo direito". Nenhum dos elementos da tuna foi acusado.

## Trote solidário
Mortes provocadas por trotes violentos levaram a uma condenação formal deste tipo de rito. As instituições de ensino tentaram eliminar ou amenizar sua prática, através do endosso mais ou menos tácito ao chamado "trote solidário". São assim denominadas as atividades assistencialistas, organizadas geralmente pelos centros acadêmicos, e que envolvem a coleta de alimentos não perecíveis e roupas, doados posteriormente para creches, asilos e orfanatos, bem como campanhas de doação de sangue para hospitais e centros de saúde.
Todavia, a versão "amena" da antiga prática, que mistura cabeças raspadas, pintura corporal, "pedágios" e "aulas-trote" (em que um veterano se faz passar por um professor tirano), parece ter o objetivo implícito de perpetuar o sadomasoquismo pedagógico perante a sociedade, sociedade esta que parece muito mais preocupada com o espetáculo do que com a violência, tolerando a violência ritual praticada regularmente contra os jovens como um símbolo do sucesso daqueles que foram aprovados no vestibular.
Em 2019 nova proposta de trote é lançada, atribuindo ao calouro tarefas de pesquisa de campo e/ou coleta de dados mediante surveys, permitindo a participação dos alunos dos cursos de EaD. Esta iniciativa recebeu o nome de "Trote 4.0".